# Dardania (Europa)

Mapa de Dardania y los contornos anteriores a la conquista romana.

Dardania (en albanés: Dardania; en serbio y macedonio: Дарданија, Dardanija en griego antiguo: Δαρδανία,, romanizado: Dardania) fue un antiguo país que abarcaba lo que es el sur de Serbia y la totalidad de Kosovo, el norte de Macedonia del Norte, incluida su capital, Skopie, y el nordeste de Albania. Lleva su nombre por el pueblo que habitaba la región, los dárdanos, una antigua tribu indoeuropea.

## Historia
Los dárdanos fueron una tribu indoeuropea de los Balcanes, mezcla de tracios al este e ilirios al oeste, que se destacó por haber sido una frecuente amenaza para los griegos y sobre todo para los macedonios del Reino de Macedonia. Sus principales ciudades fueron Naissus (Niš), Therranda (Prizren), Vicianum (Vučitrn), Skopi (Skopie) y Damastioni, su capital.
Lista de gobernantes de Dardania:
- Bardilis I, rey, siglo IV a. C.
- Gravos, rey, siglo IV a. C.[1]
- Longarus, rey, siglo III a. C..
- Bato, rey, siglo III y siglo II a. C.
- Monunius, rey, padre de Longarus y hermano de Bato, siglo II a. C.
- Teuta o Etuta, reina,siglo III a. C..,[2]

Esta región fue conquistada por los romanos en el año 28 a. C. al mando de Cayo Escribonio Curión y fue incorporada a la provincia romana de Moesia Superior. 
El emperador Diocleciano creó en 284 la nueva provincia de Dardania, separada de Moesia, y estableció su capital en Naissus (Niš).

## Ascendencia
Probablemente descendían de una mezcla traco-iliria, como indican las evidencias arqueológicas y las fuentes clásicas.
En ocasiones, se ha especulado con que era una tribu céltica, aunque la arqueología no ha hallado indicios de ello.
La distribución de antiguos nombres hallados en inscripciones en Dardania es una de las principales pruebas que apoyan que los dardanios eran tracios mezclados con ilirios. Se han encontrado nombres tracios en la Dardania oriental, desde Skopie hasta Naissus y Remesiana. Aunque se han hallado algunos nombres en ilirio, los nombres ilirios predominan en las regiones occidentales, donde no se han encontrado nombres tracios.

## Etimología
Siguiendo las teorías de Johann Georg von Hahn en 1851, varios autores apuntan que los nombres de dardanoi y Dardania se pueden relacionar con la palabra albanesa dardhë, que significa peral. El nombre proviene posiblemente del griego Δάρδανος ('«quemado»). Algunos autores clásicos la relacionaron con la Dardania de Anatolia.

### Topónimos
El elemento dárdano parece encontrarse en los topónimos (Dardi, Dardanio) y los tracios (Dardanos, Darda-para) y se ha sugerido que está emparentado con la palabra moderna albanesa dardha (pera). Sin embargo, dicha etimología no está fundamentada.

## En la literatura
Estrabón, en su obra Geografía, VII,5.7, escribió: «Pertenecen a los dardanios los galabrios, entre los cuales hay una antigua ciudad, y los tunatas, quienes limitan al este con los medos. Los dardanios, aunque son salvajes hasta el punto de que, tras cavar unas cuevas bajo un montón de estiércol, viven allí; se ejercitan al mismo tiempo en la música, sirviéndose en todo momento de instrumentos musicales, tanto flautas como instrumentos de cuerda».
Algunos escritores romanos sugirieron una conexión entre los dardanios de la península balcánica y los dárdanos (troyanos) de la Tróade, la versión popular de la historia de que un grupo de colonos dárdanos se estableció en los Balcanes y que degeneraron en su nuevo hogar balcánico en un estado de barbarie. Esto no ha sido verificado por los historiadores.

## Galería

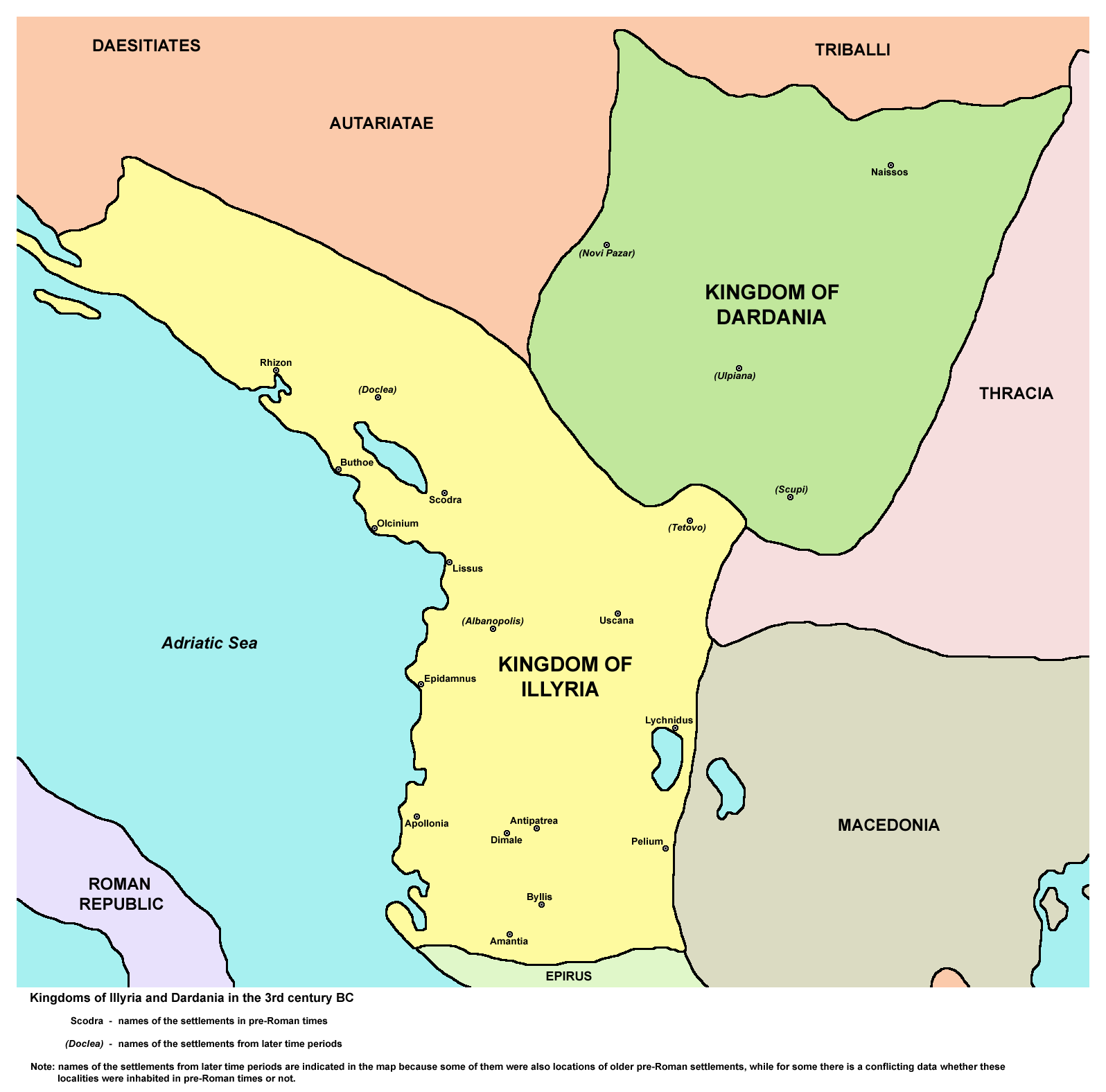
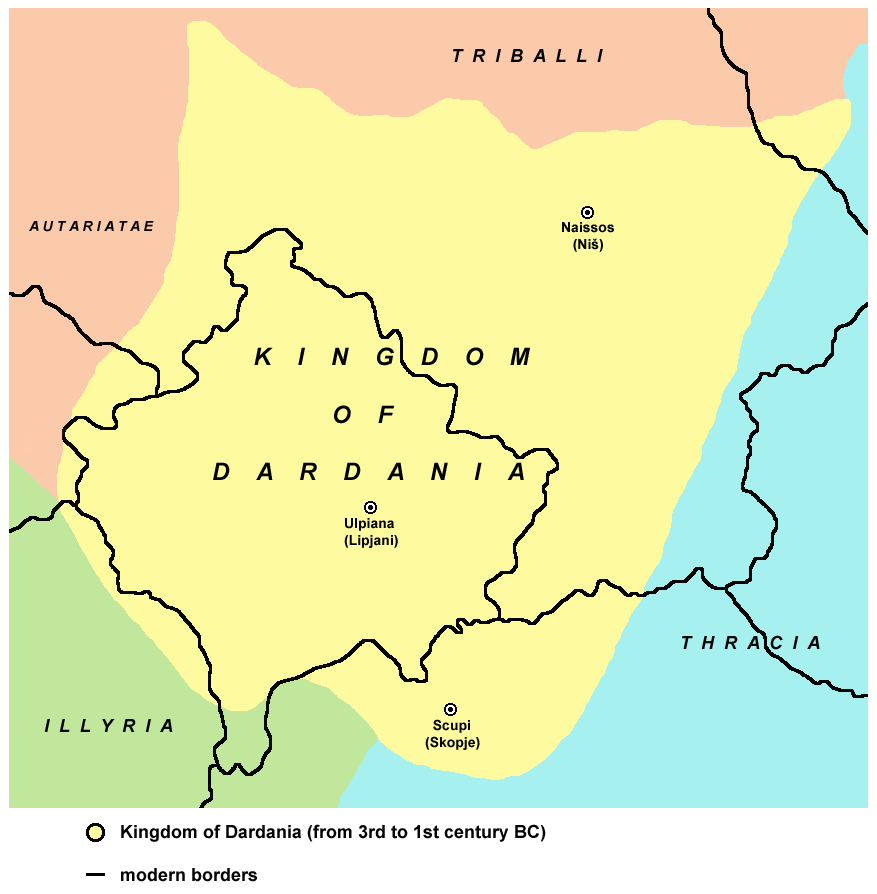
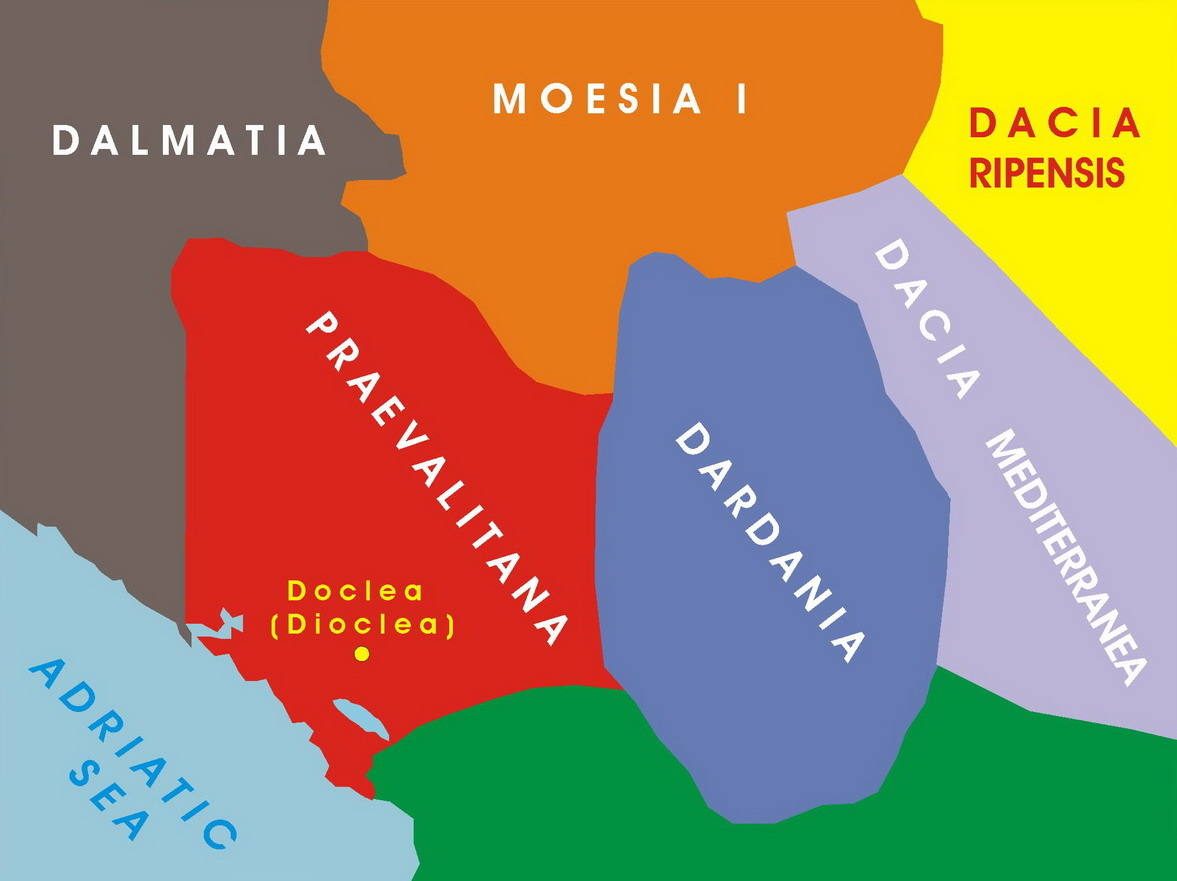
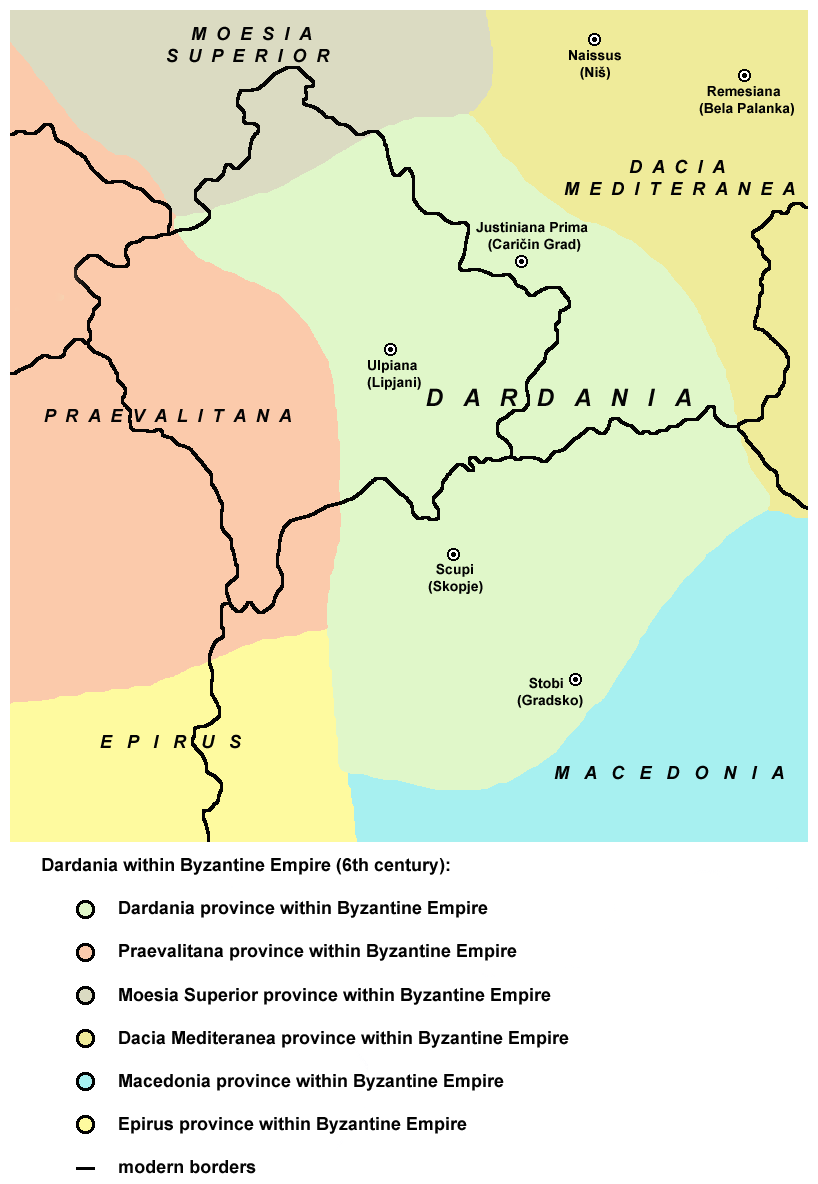